# Кики
Кики је српска трговачка породица цинцарског порекла из Влахоклисуре, данас Клисуре у Грчкој.

### Никола П. Кики
Никола П. Кики, је рођен 1797. у Влахоклисури, данас Клисури, одакле се доселио у Београд, где је 1832. основао радњу са колонијалном робом. Бавио се трговином пиринча, а касније дувана. Дуван је лиферовао румунском и руском монополу. У Одеси имао је фабрику цигарета која је под његовим именом вођена све до Првог светског рата. Прво је био ожењен кћерком Дуке Пешике, а затим кћерком Хаџи-Ђорђа Петровића, трговца из Бешенова у Срему.

### Никола Д. Кики
Никола Д. Кики (Клисура, 1/13. август 1841 − Београд, 8/21. фебруар 1918) је оставио своје велико имање као задужбину за зидање болнице под именом Болница Николе и Евгеније Кики за сиромашне и пострадале трговце.
Његова супруга била је Евгенија Кики (Крушево, 8. октобар 1853 − Београд, 30. јул 1933). Њен отац био је Никола Наумовић родом из Крушева у Македонији. Он је са старијим братом Ђорђем Наумовићем, дошао је у Београд. Отворили су радњу на Дорћолу (Зерку), а после тога у Хиландарској улици су купили имање. Поред Евгеније имао је и сина Наума Наумовића.

Породична кућа Евгеније и Николе Кикија за којег се удала 1870. године сазидана је на месту куће Евгенијиног оца. Модерна, лускузна, отмена и скупа кућа у улици Краља Петра имала је украсну капију са њиховим именом и дворишну ограду од кованог гвожђа. Преко степеништа је са гвоздених лукова висила украсна лоза, а у дворишту су стајале две смокве. Оне рађају и данас и у тој башти налази се истоимени кафе-ресторан.
Један део куће је национализован, а други, игром случаја, наслеђује већ четврта генерација потомака – по женској линији.
Евгенија је била мајка Петру и Софији који су врло млади умрли од туберкулозе.

### Породичне куће и задужбине
Породична кућа породице Кики налази се у Кнез Михајловој улици на углу са улицом Краља Петра у Београду.
Никола и Евгенија Кики оставили су, у Звечанској улици, велико имање као задужбину за зидање болнице под именом „Болница Николе и Евгеније Кики за сиромашне и пострадале трговце", или Болница београдске трговачке омладине, освећену маја 1940.
Никола и Евгенија Кики оставили су и зграду-задужбину Дом трговачких омладинаца у Хиландарској улици, данас Трговачка школа Београд. Темељи "задужбине Николе и Марије Наумовић", родитеља Евгеније Кики, освећени су 30. априла 1939,, зграда је завршена до почетка 1940,, освећена на Богојављење 1941.
Кики су били у сродству за Пешикама.

## Спољашњи извори
- „ЕВГЕНИЈА И НИКОЛА КИКИ: Људи које морамо да памтимо и славимо”. Осети Србију. Приступљено 31. 10. 2019.